# L'uccello dalle piume di cristallo
L'uccello dalle piume di cristallo este un film de groază italian din 1970, regizat de Dario Argento. Rolurile principale sunt interpretate de actorii Tony Musante, Suzy Kendall, Enrico Maria Salerno și Eve Renzi.

## Prezentare
După ce este martorul unui atac, un scriitor este urmărit de un ucigaș în serie.

## Distribuție
- Tony Musante - Sam Dalmas, scriitor american
- Suzy Kendall - Julia, soția lui Dalmas
- Enrico Maria Salerno - Morosini, inspectorul de poliție care anchetează crimele
- Eva Renzi - Monica Ranieri, soția proprietarului unei galerii de artă
- Umberto Raho - Alberto Ranieri, proprietarul unei galerii de artă
- Reggie Nalder - asasinul
- Giuseppe Castellano - Monti
- Mario Adorf - Berto Consalvi, pictorul tabloului
- Fulvio Mingozzi - polițist
- Werner Peters - proprietarul magazinului de antichități

## Legături externe
- L'uccello dalle piume di cristallo la Internet Movie Database
- L'uccello dalle piume di cristallo la CineMagia